# NGC 25
NGC 25 ist eine elliptische Galaxie vom Hubble-Typ E/SB0 im Sternbild Phönix am Südsternhimmel. Sie schätzungsweise 419 Millionen Lichtjahre von der Milchstraße entfernt und hat einen Durchmesser von etwa 170.000 Lj. Die Galaxie ist Mitglied des Galaxienhaufens Abell 2731

Im selben Himmelsareal befinden sich u. a. die Galaxien NGC 28, NGC 31, NGC 37.
Das Objekt wurde am 28. Oktober 1834 von John Herschel entdeckt.